# دستور بوروندي
اعتُمد دستور بوروندي في استفتاء 28 فبراير 2005، وصدر في 18 مارس 2005.
في 12 مايو 2017، تم الإعلان عن مشروع مراجعة دستور بوروندي. تم الإعلان عن المسودة النهائية في 25 أكتوبر 2017، وتنص على إنشاء منصب رئيس الوزراء، والانتقال من ولاية رئاسية مدتها خمس سنوات إلى سبع سنوات، وستكون فترة الولاية واحدة متتالية وستنتقل عتبة اعتماد القوانين من الثلثين إلى الأغلبية المطلقة. مع هذه التغييرات، ألغيت اتفاقات أروشا بحكم الواقع. في يناير 2018، خلال حملة الاستفتاء، اعتقلت السلطات البوروندية معارضي التغييرات. أخيرًا، ينص النص أيضًا على إمكانية استعادة النظام الملكي.
وأجري الاستفتاء في 17 مايو 2018. صدر الإصلاح الدستوري في 21 مايو 2018.

## روابط خارجية
- نص الدستور